# Delkenmühle
Delkenmühle ist eine Einöde der Gemeinde Winterbach im schwäbischen Landkreis Günzburg in Bayern. Der Ort liegt circa einen Kilometer nordöstlich von Winterbach.

## Baudenkmäler
Siehe auch: Liste der Baudenkmäler in Delkenmühle
- Kapelle